# Campeonato Carioca de Futebol Feminino de 2023
O Campeonato Carioca de Futebol Feminino de 2023 foi a 32ª edição da divisão principal do campeonato estadual de futebol feminino do Rio de Janeiro. A competição foi organizada pela Federação de Futebol do Estado do Rio de Janeiro (FERJ) e teve o Flamengo como campeão.

## Formato e participantes
A competição foi composta de quatro fases e disputada por 10 equipes entre 20 de agosto e 19 de novembro.
Na fase preliminar, seis clubes jogaram entre si, em turno único com as quatro melhores — Pérolas Negras, Duque de Caxias, Tigres do Brasil e Serra Macaense — passando para a fase seguinte. 
Na Taça Guanabara, os quatro clubes classificados na fase preliminar se juntam a Botafogo, Flamengo, Fluminense e Vasco da Gama para a disputa também entre si e em turno único, sendo campeã a equipe melhor classificada ao final das sete rodadas — o Flamengo.
As fases seguintes foram as semifinais — disputada entre as quatro equipes melhores classificadas na Taça Guanabara — e a final do Campeonato.

### Critérios de desempate
Os critérios de desempate, em caso de igualdades serão aplicados, nesta ordem:
1. Número de vitórias
2. Saldo de gols
3. Número de gols marcados
4. Confronto direto
5. Número de cartões amarelos (cada cartão vermelho será considerado como três cartões amarelos)
6. Sorteio, na sede da FERJ

### Participantes
Os 10 participantes são:
| Equipe           | Cidade             | Estádio                                                        | Títulos                                             |
| ---------------- | ------------------ | -------------------------------------------------------------- | --------------------------------------------------- |
| Botafogo         | Rio de Janeiro     | Caio Martins                                                   | 3 (2014, 2020 e 2022)                               |
| Búzios           | Armação dos Búzios | Municipal de Búzios                                            | —                                                   |
| Duque de Caxias  | Duque de Caxias    | Romário de Souza Faria                                         | 1 (2011)                                            |
| Flamengo         | Rio de Janeiro     | Gávea                                                          | 6 (2015, 2016, 2017, 2018, 2019 e 2021)             |
| Fluminense       | Rio de Janeiro     | Laranjeiras (clássicos) CT Vale das Laranjeiras (demais jogos) | —                                                   |
| Pérolas Negras   | Resende            | Trabalhador                                                    | —                                                   |
| Rio de Janeiro   | Rio de Janeiro     | Telê Santana                                                   | —                                                   |
| Serra Macaense   | Macaé              | Moacyr de Azevedo                                              | —                                                   |
| Tigres do Brasil | Duque de Caxias    | Los Larios                                                     | —                                                   |
| Vasco da Gama    | Rio de Janeiro     | Nivaldo Pereira (clássicos) CT Artsul (demais jogos)           | 8 (1996, 1997, 1998, 1999, 2000, 2010, 2012 e 2013) |

## Fase preliminar
| Pos | Equipe           | Pts | J | V | E | D | GP | GC | SG  | Classificação ou descenso           |
| --- | ---------------- | --- | - | - | - | - | -- | -- | --- | ----------------------------------- |
| 1   | Pérolas Negras   | 15  | 5 | 5 | 0 | 0 | 29 | 2  | +27 | Classificados para a Taça Guanabara |
| 2   | Duque de Caxias  | 9   | 5 | 3 | 0 | 2 | 12 | 10 | +2  | Classificados para a Taça Guanabara |
| 3   | Tigres do Brasil | 9   | 5 | 3 | 0 | 2 | 10 | 14 | −4  | Classificados para a Taça Guanabara |
| 4   | Serra Macaense   | 6   | 5 | 2 | 0 | 3 | 19 | 9  | +10 | Classificados para a Taça Guanabara |
| 5   | Rio de Janeiro   | 6   | 5 | 2 | 0 | 3 | 17 | 8  | +9  |                                     |
| 6   | Búzios           | 0   | 5 | 0 | 0 | 5 | 3  | 47 | −44 |                                     |

### Partidas
Fonte: 

#### Primeira rodada
| 20 de agosto Jogo 1 | Pérolas Negras                                          | 4 – 1                   | Duque de Caxias | Resende                                                    |  |
| 15:00               | Thai 12' · Joyce 28' · Camilly Tanque 82' · Sarah 90+3' | Súmula (FERJ) Soccerway | Bia 77'         | Estádio: Trabalhador Árbitra: RJ Paula Julianny de Andrade |  |

| 21 de agosto Jogo 3 | Búzios                       | 2 – 3                   | Tigres do Brasil          | Armação dos Búzios                                                     |  |
| 14:45               | Carol Alves 6' · Beatriz 23' | Súmula (FERJ) Soccerway | Ana Beatriz 16', 53', 88' | Estádio: Municipal de Búzios Árbitra: RJ Alessilma da Silva Nascimento |  |

| 21 de agosto Jogo 2 | Rio de Janeiro | 1 – 2                   | Serra Macaense                  | Rio de Janeiro                                                   |  |
| 16:00               | Thamires 32'   | Súmula (FERJ) Soccerway | Clarinha 56' (pen.), 80' (pen.) | Estádio: Telê Santana Árbitra: RJ Sabrina da Silva Pereira Gomes |  |

#### Segunda rodada
| 26 de agosto Jogo 4 | Serra Macaense | 0 – 4                   | Pérolas Negras                                  | Macaé                                                 |  |
| 15:00               |                | Súmula (FERJ) Soccerway | Joyce 39', 64' · Loira 66' · Camilly Tanque 86' | Estádio: Moacyrzão Árbitra: RJ Rosana Pereira Ruviaro |  |

| 26 de agosto Jogo 5 | Tigres do Brasil        | 2 – 0                   | Rio de Janeiro | Duque de Caxias                                           |  |
| 15:00               | Renata 66' · Karina 88' | Súmula (FERJ) Soccerway |                | Estádio: Los Larios Árbitra: RJ Paula Julianny de Andrade |  |

| 29 de agosto Jogo 6 | Duque de Caxias                 | 3 – 0                   | Búzios | Rio de Janeiro                                                   |  |
| 16:00               | Iancazita 37', 83' · Duda 90+2' | Súmula (FERJ) Soccerway |        | Estádio: Telê Santana Árbitra: RJ Sabbina da Silva Pereira Gomes |  |

#### Terceira rodada
| 3 de setembro Jogo 7 | Pérolas Negras                                                                    | 6 – 0                   | Tigres do Brasil | Barra Mansa                                                           |  |
| 15:00                | Ana Flávia 15' (g.c.) · Sarah 38' · Joyce 42' · Thai 76', 87' · Milena Rayane 80' | Súmula (FERJ) Soccerway |                  | Estádio: Leão do Sul Árbitro: RJ Rodrigo Assumpção Martins dos Santos |  |

| 3 de setembro Jogo 9 | Serra Macaense | 0 – 2                   | Duque de Caxias            | Macaé                                                             |  |
| 15:00                |                | Súmula (FERJ) Soccerway | Brenna 18' · Iancazita 41' | Estádio: Moacyrzão Árbitra: RJ Evellyn Botelho Estarnek Rodrigues |  |

| 4 de setembro Jogo 8 | Rio de Janeiro | 12 – 1                  | Búzios          | Rio de Janeiro                                          |  |
| 16:00                | T9 14' · Rafinha 23', 44', 49' · Milenny Santos 56' · Kaylane Santos 57', 90' · Amorim 60', 62' · Mariana 63' · Alana 72' (pen.) · Iandra Martins 87' | Súmula (FERJ) Soccerway | Carol Alves 64' | Estádio: Telê Santana Árbitro: RJ João Vitor Costa Reis |  |

#### Quarta rodada
| 9 de setembro Jogo 10 | Búzios | 0 – 13                  | Pérolas Negras | Armação dos Búzios                                                 |  |
| 15:00                 |        | Súmula (FERJ) Soccerway | Sarah 7' · Joyce 29' · Hellen Lopez 39' · Geisi 43', 64', 67', 74', 89', 90' · Thai 50' · Ana Rocha 71' · Lívia 79' · Isadora 81' | Estádio: Municipal de Búzios Árbitra: RJ Paula Julianny de Andrade |  |

| 9 de setembro Jogo 12 | Tigres do Brasil        | 2 – 1                   | Serra Macaense       | Duque de Caxias                                             |  |
| 15:00                 | Evellyn 4' · Renata 78' | Súmula (FERJ) Soccerway | Rosanna 45+3' (pen.) | Estádio: Los Larios Árbitro: RJ Herbert Golçalves Cristiano |  |

| 12 de setembro Jogo 11 | Duque de Caxias | 1 – 3                   | Rio de Janeiro                                 | Rio de Janeiro                                                  |  |
| 16:00                  | Iancazita 4'    | Súmula (FERJ) Soccerway | Mariana 34' · Zuda 56' (g.c.) · Maria Huck 76' | Estádio: Telê Santana Árbitra: RJ Alessilma da Silva Nascimento |  |

#### Quinta rodada
| 17 de setembro Jogo 13 | Pérolas Negras                | 2 – 1                   | Rio de Janeiro | Barra Mansa                                                     |  |
| 15:00                  | Camilly Tanque 3' · Geisi 86' | Súmula (FERJ) Soccerway | Medeiros 84'   | Estádio: Leão do Sul Árbitra: RJ Sabrina da Silva Pereira Gomes |  |

| 17 de setembro Jogo 14 | Serra Macaense | 16 – 0                  | Búzios | Macaé                                                    |  |
| 15:00                  | Carol Veiga 5' · Maikely 19', 25', 33', 41' · Mariana 30', 79' · Rayanny 50', 90' · Thássia 72', 74', 88' (pen.) · Gaby 80' · Paulinha 83' · Diully 90+1' · Daise 90+2' | Súmula (FERJ) Soccerway |        | Estádio: Moacyrzão Árbitra: RJ Paula Julianny de Andrade |  |

| 17 de setembro Jogo 15 | Duque de Caxias                                  | 5 – 3                   | Tigres do Brasil                  | Rio de Janeiro                                           |  |
| 15:00                  | Bia 17' · Iancazita 31', 57', 66' · Raphinha 60' | Súmula (FERJ) Soccerway | Ana Beatriz 10' · Renata 30', 33' | Estádio: Telê Santana Árbitra: RJ Rosana Pereira Ruviaro |  |

## Taça Guanabara

### Tabela
| Pos | Equipe           | Pts | J | V | E | D | GP | GC | SG  | Classificação ou descenso                     |
| --- | ---------------- | --- | - | - | - | - | -- | -- | --- | --------------------------------------------- |
| 1   | Flamengo         | 19  | 7 | 6 | 1 | 0 | 42 | 4  | +38 | Campeão da Taça Guanabara e classificado      |
| 2   | Botafogo         | 19  | 7 | 6 | 1 | 0 | 28 | 1  | +27 | Classificado para as semifinais do Campeonato |
| 3   | Vasco da Gama    | 15  | 7 | 5 | 0 | 2 | 23 | 5  | +18 | Classificado para as semifinais do Campeonato |
| 4   | Fluminense       | 12  | 7 | 4 | 0 | 3 | 31 | 5  | +26 | Classificado para as semifinais do Campeonato |
| 5   | Pérolas Negras   | 9   | 7 | 3 | 0 | 4 | 17 | 15 | +2  |                                               |
| 6   | Serra Macaense   | 4   | 7 | 1 | 1 | 5 | 6  | 34 | −28 |                                               |
| 7   | Duque de Caxias  | 4   | 7 | 1 | 1 | 5 | 2  | 33 | −31 |                                               |
| 8   | Tigres do Brasil | 0   | 7 | 0 | 0 | 7 | 0  | 52 | −52 |                                               |

### Partidas
Fonte: 

#### Primeira rodada
| 23 de setembro Jogo 16 | Vasco da Gama                                   | 4 – 0                   | Serra Macaense | Rio de Janeiro                                        |  |
| 15:00                  | Marabá 22', 60' · Carolzinha 72' · Yasmim 90+4' | Súmula (FERJ) Soccerway |                | Estádio: São Januário Árbitra: RJ Luciana Mafra Leite |  |

| 23 de setembro Jogo 17 | Botafogo                                                                      | 7 – 0                   | Tigres do Brasil | Rio de Janeiro                                            |  |
| 15:00                  | Kélen 5', 23', 73' (pen.) · Mayara Vaz 7' · Drika 11' · Driely 25' · Japa 65' | Súmula (FERJ) Soccerway |                  | Estádio: Nilton Santos Árbitro: RJ Marlon de Souza Castro |  |

| 23 de setembro Jogo 18 | Fluminense                                                    | 4 – 0                   | Duque de Caxias | Rio de Janeiro                                             |  |
| 15:00                  | Geovana Alves 14' · Isa Rangel 19' · Gadu 86' · Leandra 90+4' | Súmula (FERJ) Soccerway |                 | Estádio: Laranjeiras Árbitra: RJ Paula Julianny de Andrade |  |

| 24 de setembro Jogo 19 | Flamengo                                      | 4 – 1                   | Pérolas Negras | Rio de Janeiro                                   |  |
| 10:00                  | Gisseli 19', 37' · Jucinara 29' · Darlene 34' | Súmula (FERJ) Soccerway | Sarah 22'      | Estádio: Gávea Árbitro: RJ João Vitor Costa Reis |  |

#### Segunda rodada
| 30 de setembro Jogo 20 | Tigres do Brasil | 0 – 8                   | Vasco da Gama                                                                           | Duque de Caxias                                           |  |
| 15:00                  |                  | Súmula (FERJ) Soccerway | Marabá 16', 52', 61' · Mayara 27' · Kaylla 42' · Pepe 53' · Sheila 77' · Carolzinha 85' | Estádio: Los Larios Árbitra: RJ Paula Julianny de Andrade |  |

| 1 de outubro Jogo 22 | Pérolas Negras | 1 – 4                   | Fluminense                                         | Barra Mansa                                               |  |
| 15:00                | Araújo 45'     | Súmula (FERJ) Soccerway | Isa Rangel 22', 43' · Geovana Alves 40' · Gadu 83' | Estádio: Leão do Sul Árbitro: RJ Diego Luis Seta Saldanha |  |

| 2 de outubro Jogo 23 | Serra Macaense | 1 – 8                   | Flamengo                                                                                        | Macaé                                                    |  |
| 15:00                | Maikely 21'    | Súmula (FERJ) Soccerway | Isadora 11' · Gisseli 13' · Jucinara 30', 45+3' · Duda Francelino 49', 65' · Pimenta 75', 90+6' | Estádio: Moacyrzão Árbitra: RJ Paula Julianny de Andrade |  |

| 3 de outubro Jogo 21 | Duque de Caxias | 0 – 7                   | Botafogo                                                                     | Duque de Caxias                                       |  |
| 16:00                |                 | Súmula (FERJ) Soccerway | Drika 5', 29' · Chai 23' · Kélen 26' (pen.), 44' · Jana 71' · Mayara Vaz 82' | Estádio: Telê Santana Árbitra: RJ Luciana Mafra Leite |  |

#### Terceira rodada
| 7 de outubro Jogo 24 | Vasco da Gama                                                 | 6 – 0                   | Duque de Caxias | Nova Iguaçu                                                    |  |
| 15:00                | Marabá 11', 81' · Mayara 15' · Pepe 42', 45+1' · Andressa 64' | Súmula (FERJ) Soccerway |                 | Estádio: Nivaldo Pereira Árbitra: RJ Paula Julianny de Andrade |  |

| 7 de outubro Jogo 25 | Botafogo                            | 3 – 1                   | Pérolas Negras | Rio de Janeiro                                        |  |
| 15:00                | Drika 14' · Kélen 42' · Valéria 69' | Súmula (FERJ) Soccerway | Vilmara 77'    | Estádio: Caio Martins Árbitro: RJ Felipe Alves Peclat |  |

| 7 de outubro Jogo 27 | Tigres do Brasil | 0 – 5                   | Serra Macaense                                                      | Duque de Caxias                                                  |  |
| 15:00                |                  | Súmula (FERJ) Soccerway | Maikely 13', 25' · Carol Veiga 37' · Thassia 38' · Julia 42' (pen.) | Estádio: Los Larios Árbitro: RJ Lionel Oliveira Batista de Abreu |  |

| 8 de outubro Jogo 26 | Fluminense    | 1 – 2                   | Flamengo                   | Rio de Janeiro                                          |  |
| 10:00                | Claudinha 48' | Súmula (FERJ) Soccerway | Crivelari 4' · Darlene 42' | Estádio: Laranjeiras Árbitro: RJ Jonas Francisco Santos |  |

#### Quarta rodada
| 14 de outubro Jogo 29 | Flamengo | 0 – 0                   | Botafogo | Rio de Janeiro                                   |  |
| 10:00                 |          | Súmula (FERJ) Soccerway |          | Estádio: Gávea Árbitro: RJ Bruna Rezende de Lima |  |

| 14 de outubro Jogo 28 | Pérolas Negras | 1 – 3                   | Vasco da Gama                              | Barra Mansa                                                |  |
| 15:00                 | Vilmara 16'    | Súmula (FERJ) Soccerway | Sheila 36' · Ana Caroline 77' · Marabá 84' | Estádio: Leão do Sul Árbitro: RJ Luis Felipe Macedo Duarte |  |

| 15 de outubro Jogo 30 | Serra Macaense | 0 – 11                  | Fluminense                                                                                              | Macaé                                              |  |
| 15:00                 |                | Súmula (FERJ) Soccerway | Isa Rangel 22', 50' · Carol 25', 37' · Gadu 60', 65', 83', 88' · Geovana Alves 67' · Bea 77' · Tefa 85' | Estádio: Moacyrzão Árbitra: RJ Luciana Mafra Leite |  |

| 18 de outubro Jogo 31 | Duque de Caxias | 1 – 0                   | Tigres do Brasil | Rio de Janeiro                                              |  |
| 16:00                 | Bia 25'         | Súmula (FERJ) Soccerway |                  | Estádio: Telê Santana Árbitra: RJ Paula Julianny de Andrade |  |

#### Quinta rodada
| 21 de outubro Jogo 32 | Vasco da Gama | 1 – 2                   | Flamengo                        | Nova Iguaçu                                                                                            |  |
| 15:00                 | Sheila 69'    | Súmula (FERJ) Soccerway | Isadora 12' · Ladaga 89' (g.c.) | Estádio: Nivaldo Pereira Público: 1 063 Renda: R$ 12 429,00 Árbitro: RJ Wallace Rogério Rufino de Lima |  |

| 21 de outubro Jogo 35 | Serra Macaense | 0 – 0                   | Duque de Caxias | Macaé                                                    |  |
| 15:00                 |                | Súmula (FERJ) Soccerway |                 | Estádio: Moacyrzão Árbitra: RJ Paula Julianny de Andrade |  |

| 22 de outubro Jogo 33 | Botafogo | 1 – 0                   | Fluminense | Rio de Janeiro                                                   |  |
| 15:00                 | Chai 46' | Súmula (FERJ) Soccerway |            | Estádio: Ronaldo Nazário Árbitra: RJ Jenifer Alves Freitas (CBF) |  |

| 23 de outubro Jogo 34 | Tigres do Brasil | 0 – 5                   | Pérolas Negras                                     | Duque de Caxias                                                |  |
| 15:00                 |                  | Súmula (FERJ) Soccerway | Geisi 1', 8', 19' · Emilly Loira 4' · Ju Ramos 20' | Estádio: Los Larios Árbitra: RJ Sabrina da Silva Pereira Gomes |  |

#### Sexta rodada
| 28 de outubro Jogo 37 | Botafogo                                                                                   | 8 – 0                   | Serra Macaense | Rio de Janeiro                                                     |  |
| 15:00                 | Kélen 13', 31', 50', 57' (pen.) · Driely 20' · Japa 33' · Drika 60' (pen.) · Valéria 45+6' | Súmula (FERJ) Soccerway |                | Estádio: Ronaldo Nazário Árbitro: RJ Felipe Goulart Dias Barcellos |  |

| 29 de outubro Jogo 36 | Fluminense | 0 – 1                   | Vasco da Gama         | Rio de Janeiro                                             |  |
| 10:00                 |            | Súmula (FERJ) Soccerway | Ju Pacheco 38' (pen.) | Estádio: Laranjeiras Árbitro: RJ Luis Felipe Macedo Duarte |  |

| 29 de outubro Jogo 38 | Flamengo | 15 – 0                  | Tigres do Brasil | Rio de Janeiro                                         |  |
| 11:00                 | Isadora 2', 61' · Gisseli 10', 12', 65', 88' · Gessica 16' (g.c.) · Gica 22', 37' · Thaísa 29' · Monalisa 32' · Thais Regina 35' · Pimenta 53', 90' · Kaylane Melo 87' | Súmula (FERJ) Soccerway |                  | Estádio: Gávea Árbitra: RJ Jenifer Alves Freitas (CBF) |  |

| 31 de outubro Jogo 39 | Duque de Caxias | 1 – 5                   | Pérolas Negras                                                   | Rio de Janeiro                                                   |  |
| 16:00                 | Mogli 51'       | Súmula (FERJ) Soccerway | Camilly Tanque 49', 70' · Geisi 81' · Ju Ramos 88' · Sarah 90+3' | Estádio: Telê Santana Árbitra: RJ Sabrina da Silva Pereira Gomes |  |

#### Sétima rodada
| 3 de novembro Jogo 40 | Vasco da Gama | 0 – 2                   | Botafogo                | Nova Iguaçu                                              |  |
| 15:00                 |               | Súmula (FERJ) Soccerway | Driely 17' · Treyci 26' | Estádio: Nivaldo Pereira Árbitra: RJ Rejane Silva (FIFA) |  |

| 3 de novembro Jogo 41 | Fluminense | 11 – 0                  | Tigres do Brasil | Rio de Janeiro                                                   |  |
| 15:00                 | Gadu 11', 39' · Geovana Alves 21' · Isa Rangel 21' · Amanda Coimbra 31' · Annaysa 46' · Bea 48', 78' · Patrícia Derrico 50', 68' · Gislaine 66' | Súmula (FERJ) Soccerway |                  | Estádio: CT Vale das Laranjeiras Árbitra: RJ Luciana Mafra Leite |  |

| 3 de novembro Jogo 42 | Flamengo | 11 – 0                  | Duque de Caxias | Rio de Janeiro                                       |  |
| 15:00                 | Darlene 3', 74' · Crivelari 6', 7', 35' · Cris 9' · Gisseli 11' · Duda Francelino 15', 48' · Jucinara 33' · Ingrid 65' | Súmula (FERJ) Soccerway |                 | Estádio: Gávea Árbitra: RJ Paula Julianny de Andrade |  |

| 3 de novembro Jogo 44 | Pérolas Negras | 3 – 0 (w.o.)            | Serra Macaense | Barra Mansa                                                  |  |
| 15:00                 |                | Súmula (FERJ) Soccerway |                | Estádio: Leão do Sul Árbitra: RJ Jenifer Alves Freitas (CBF) |  |

### Premiação
| Taça Guanabara de 2023             |
| Rio de Janeiro                     |
| ---------------------------------- |
| FLAMENGO Tetracampeão (4.º título) |

## Fase final

### Tabela
Em itálico, as equipes que jogaram pelo empate por ter melhor campanha e em negrito as equipes vencedoras das partidas.
|  | Semifinais    | Semifinais | Semifinais | Semifinais |   |          | Final | Final |
|  |               |            |            |            |   |          |       |       |
|  | Flamengo      | 2          | 0          | 2          |   |          |       |       |
|  | Fluminense    | 0          | 1          | 1          |   |          |       |       |
|  | Fluminense    | 0          | 1          | 1          |   | Flamengo | 2     |       |
|  |               |            |            |            |   | Flamengo | 2     |       |
|  |               | Botafogo   | 1          |            |   |          |       |       |
|  | Botafogo      | Botafogo   | 1          | 2          | 2 | 4        |       |       |
|  | Botafogo      |            |            | 2          | 2 | 4        |       |       |
|  | Vasco da Gama | 2          | 2          | 4          |   |          |       |       |

### Semifinais
Fonte: 
Ida
| 8 de novembro | Fluminense | 0 – 2                   | Flamengo                 | CT Vale das Laranjeiras, Rio de Janeiro |
| 15:00         |            | Súmula (FERJ) Soccerway | Jucinara 84' · Laysa 89' | Árbitro: RJ Jenifer Alves Freitas (CBF) |

| 8 de novembro | Vasco da Gama              | 2 – 2                   | Botafogo             | Estádio Nivaldo Pereira, Nova Iguaçu        |
| 15:00         | Mayara 8' · Ju Pacheco 51' | Súmula (FERJ) Soccerway | Japa 80' · Kélen 85' | Árbitro: RJ Carlos Tadeu Ferreira de Castro |

Volta
| 11 de novembro | Botafogo | 2 – 2 | Vasco da Gama | Estádio Ronaldo Nazário, Rio de Janeiro |
| 15:00          |          |       |               |                                         |

| 12 de novembro | Flamengo | 0 – 1                   | Fluminense   | Estádio da Gávea, Rio de Janeiro          |
| 10:00          |          | Súmula (FERJ) Soccerway | Lurdinha 49' | Árbitro: RJ Felipe Goulart Dias Barcellos |

### Final
Fonte: 
| 19 de novembro | Flamengo               | 2 – 1     | Botafogo        | Estádio da Gávea, Rio de Janeiro |
| 10:00          | Darlene 41' · Cris 44' | Soccerway | Kélen 1' (pen.) |                                  |

## Premiação
| Campeonato Carioca Feminino de 2023 |
| Rio de Janeiro                      |
| ----------------------------------- |
| FLAMENGO Campeão (7.º título)       |

## Estatísticas
| Gols | Futebolista     | Equipe          |
| ---- | --------------- | --------------- |
| 12   | Kélen           | Botafogo        |
| 11   | Geisi           | Pérolas Negras  |
| 9    | Marabá          | Vasco da Gama   |
| 8    | Gisseli         | Flamengo        |
| 7    | Iancazita       | Duque de Caxias |
| 7    | Maikely         | Serra Macaense  |
| 6    | Gadu            | Fluminense      |
| 6    | Isa Rangel      | Fluminense      |
| 5    | Drika           | Botafogo        |
| 5    | Joyce           | Pérolas Negras  |
| 5    | Jucinara        | Flamengo        |
| 5    | Sarah           | Pérolas Negras  |
| 5    | Camilly Tanque  | Pérolas Negras  |
| 4    | 11 futebolsitas | 11 futebolsitas |
| 3    | 6 futebolsitas  | 6 futebolsitas  |
| 2    | 20 futebolsitas | 20 futebolsitas |
| 1    | 47 futebolsitas | 47 futebolsitas |

| Gol contra | Futebolista | Equipe                                   |
| ---------- | ----------- | ---------------------------------------- |
| 1          | Ana Flávia  | Tigres do Brasil (para o Pérolas Negras) |
| 1          | Zuda        | Duque de Caxias (para o Rio de Janeiro)  |
| 1          | Ladaga      | Vasco da Gama (para o Flamengo)          |
| 1          | Gessica     | Tigres do Brasil (para o Flamengo)       |

### Hat-trick
Estes foram os hat-tricks do Campeonato:
|   | Futebolista | Gols                 | Mandante         | Placar | Visitante        | Data           | Etapa            | Ref. |
| - | ----------- | -------------------- | ---------------- | ------ | ---------------- | -------------- | ---------------- | ---- |
| 1 | Ana Beatriz | 16', 53', 88'        | Búzios           | 2 – 3  | Tigres do Brasil | 21 de agosto   | Preliminar – 1.ª |      |
| 2 | Rafinha     | 23', 44', 49'        | Rio de Janeiro   | 12 – 1 | Búzios           | 4 de setembro  | Preliminar – 3.ª |      |
| 3 | Thássia     | 72', 74', 88' (pen.) | Serra Macaense   | 16 – 0 | Búzios           | 17 de setembro | Preliminar – 5.ª |      |
| 4 | Iancazita   | 31', 57', 66'        | Duque de Caxias  | 5 – 3  | Tigres do Brasil | 17 de setembro | Preliminar – 5.ª |      |
| 5 | Kélen       | 5', 23', 73' (pen.)  | Botafogo         | 7 – 0  | Tigres do Brasil | 23 de setembro | Guanabara – 1.ª  |      |
| 6 | Marabá      | 16', 52', 61'        | Tigres do Brasil | 0 – 8  | Vasco da Gama    | 30 de setembro | Guanabara – 2.ª  |      |
| 7 | Geisi       | 1', 8', 19'          | Tigres do Brasil | 0 – 5  | Pérolas Negras   | 23 de outubro  | Guanabara – 4.ª  |      |
| 8 | Crivelari   | 6', 7', 35'          | Flamengo         | 11 – 0 | Duque de Caxias  | 3 de novembro  | Guanabara – 7.ª  |      |

### Poker-trick
Este foi o poker-trick do Campeonato:
|   | Futebolista | Gols                      | Mandante       | Placar | Visitante        | Data           | Etapa            | Ref. |
| - | ----------- | ------------------------- | -------------- | ------ | ---------------- | -------------- | ---------------- | ---- |
| 1 | Maikely     | 19', 25', 33', 41'        | Serra Macaense | 16 – 0 | Búzios           | 17 de setembro | Preliminar – 5.ª |      |
| 2 | Gadu        | 60', 65', 83', 88'        | Serra Macaense | 0 – 11 | Fluminense       | 15 de outubro  | Guanabara – 4.ª  |      |
| 3 | Kélen       | 13', 31', 50', 57' (pen.) | Botafogo       | 8 – 0  | Serra Macaense   | 28 de outubro  | Guanabara – 6.ª  |      |
| 4 | Gisseli     | 10', 12', 65', 88'        | Flamengo       | 15 – 0 | Tigres do Brasil | 29 de outubro  | Guanabara – 6.ª  |      |

### Duplo hat-trick
Este foi o duplo hat-trick do Campeonato:
|   | Futebolista | Gols                         | Mandante | Placar | Visitante      | Data          | Etapa            | Ref. |
| - | ----------- | ---------------------------- | -------- | ------ | -------------- | ------------- | ---------------- | ---- |
| 1 | Geisi       | 43', 64', 67', 74', 89', 90' | Búzios   | 0 – 13 | Pérolas Negras | 9 de setembro | Preliminar – 4.ª |      |